# Ronen Rubinstein
Ronen Rubinstein (* 7. listopadu 1993, Rechovot, Izrael) je americký herec, režisér, scenárista, ekologický aktivista a zpěvák skupiny Nights in Stereo, známý především díky roli Sammyho ve filmu It Felt Like Love, Nathana v seriálu Holky za mřížemi od Netflixu a TK Stranda v seriálu V plamenech, jehož tvůrcem je Ryan Murphy.

## Raný život a vzdělání
Ronen Rubinstein se narodil v izraelském Rechovotu ruským přistěhovalcům z Kazašské sovětské socialistické republiky, která byla součástí Sovětského svazu. Jeho otec, který pracoval jako zubař, sloužil v Izraelských obranných silách a nechtěl, aby jeho děti musely projít stejnou zkušeností. Proto se Rubinstein v pěti letech přestěhoval s rodiči a starší sestrou z Izraele do Spojených států, kde vyrůstal ve čtvrti Staten Island v New Yorku. V roce 2016 Rubinstein uvedl, že se během dospívání cítil jako outsider, protože musel navštěvovat kurz angličtiny pro cizince a měl problémy přizpůsobit se americkému způsobu života.
K herectví ho ve druhém ročníku střední školy přivedl školní poradce, který mu doporučil dramatický kroužek jako formu terapie a únik před drogovou epidemií v jeho okolí. Krátce pracoval jako zubní asistent v otcově zubní ordinaci, ale neměl zájem jít v jeho stopách a stát se zubařem. Po ukončení středoškolského vzdělání na New Dorp High School se rozhodl věnovat herecké kariéře profesionálně a absolvoval herectví na New York University Film Academy.

## Kariéra
V 16 letech napsal Rubinstein svůj první krátký film Something In The Way, který později režíroval, produkoval a hrál v něm. Film sleduje mladého veterána vietnamské války, který po návratu do civilu trpí posttraumatickou stresovou poruchou.
Na filmovém plátně debutoval v sedmnácti letech jako teenager jménem Gangsta v psychologickém dramatu Detachment z roku 2011, kde si zahráli Bryan Cranston, Adrien Brody a James Caan.
V posledním ročníku střední školy získal Rubinstein hlavní roli ve filmu It Felt Like Love režisérky Elizy Hittmanové, který byl natočen v intimních záběrech s minimem dialogů a měl premiéru na filmovém festivalu Sundance 2013. Ztvárnil postavu Sammyho, drsného, misogynního vysokoškolského studenta z dělnické čtvrti v Brooklynu, kterého New York Times popsaly jako „zlobivého chlapce, který kouří trávu, sleduje pornografii a jehož pohrdání ženami je stejně silné jako jeho feromony“. Film získal nominaci za nejlepší kinematografii na Independent Spirit Awards, stejně jako nominace na Gotham Awards.
Následující rok byl obsazen do hlavní role ve filmu Some Kind of Hate, kde ztvárnil mladou introvertní oběť těžké fyzické šikany.

### 2015–2019
V roce 2015 se Rubinstein objevil v desáté epizodě třetí série nejsledovanějšího seriálu společnosti Netflix Holky za mřížemi v roli Nathana, milence Tiffany „Pennsatucky“ Doggettové. Díky této roli se dostal do povědomí široké veřejnosti.
Následně se v roce 2016 pravidelně objevoval jako Alex Powell v seriálu Dead of Summer.
V roce 2018 si zahrál roli Mikea v komediálním dramatu Dude po boku Lucy Hale a Awkwafiny. Film byl režijním debutem Olivie Milch. Rubinstein, který pracoval s několika začínajícími režisérkami („což považoval za „absolutní čest“), se zasazoval o rovnost pohlaví ve filmu a chválil Milchovou jako „budoucí režisérskou hvězdu“. Na filmu se také podílela žena jako kameramanka, což označil za velmi vzácné“, a prohlásil, že „ve filmařských profesích je nedostatek žen“.
Poté si zahrál vedlejší role v komediálním dramatu Smartass (2017) po boku Joey Kingové a ve filmu Less Than Zero, adaptaci debutového románu Breta Eastona Ellise, a také hlavní roli v antologii Brooklyn Love Stories (2019).

### 2020–současnost
V roce 2020 si zahrál otevřeně homosexuálního hasiče Tylera Kennedyho, který se léčí ze závislosti na drogách, ve filmu Ryana Murphyho V plamenech po boku Roba Lowea, který hraje jeho otce, kapitána Owena Stranda, a Liv Tylerové. Seriál se stal nejsledovanějším novým pořadem stanice Fox pro rok 2020 v kategorii dospělých diváků a získal uznání kritiků za dějovou linii mezirasového vztahu homosexuálů a rozmanitost postav, jako je muslimský hasič v hidžábu a černošský transgender hasič (ztvárněný transgender hercem Brianem Michaelem Smithem). V rozhovoru z roku 2020 Rubinstein řekl: „Myslím, že poprvé na obrazovce, alespoň v televizi, se lidé vidí a cítí se reprezentováni ve skutečně pozitivním a dobrém světle“. Jeho postava homosexuálního hasiče inspirovala skutečné hasiče, aby se mu prostřednictvím soukromé zprávy na sociálních sítích přiznal ke své vlastní skryté homosexualitě. Pochválil Ryana Murphyho a scenáristy za to, že normalizovali homosexuální vztahy na televizní obrazovce tím, že do děje nezahrnuli přiznání postav k homosexualitě: „Obvykle, když v televizi vidíte homosexuální pár, děje se jim něco dramatického a smutného. Ale tady je to tak, že jsou úplně normální. Tak to opravdu je.“
Rubinstein hraje záporného hrdinu Alexeje ve filmu Follow Me, thrilleru o nebezpečí influencerské kultury na sociálních sítích, který byl ve Spojených státech uveden pod názvem No Escape. Rubinstein ve filmu mluví rusky.
Rubinstein byl obsazen do hlavní role ve filmu Smiley Face Killers, thrilleru Breta Eastona Ellise, který byl inspirován skutečnými událostmi a měl prokázat teorii o organizovaném gangu sériových vrahů, kteří vraždí atraktivní, atletické mladé muže po celých Spojených státech. Premiéra filmu byla v roce 2020.

### Jiné
Rubinstein hrál milence ve videoklipu zpěvačky CeCe k písni Broke AF (2017).
V roce 2018 ztvárnil sám sebe v dokumentárním filmu Tyler Shields: Provocateur.
Dne 21. ledna 2022 oznámil vydání skladby „Open Door“, debutového singlu své hudební skupiny Nights in Stereo, kterou založil společně s Rodrigem R. Rodartem a Jonem Shoem.

## Osobní život
Rubinstein je bisexuál.
Rubinsteinovým rodným jazykem je ruština. Hebrejština a angličtina jsou jeho druhým a třetím jazykem.
Herec je nadšenec do outdooru, od dětství hraje basketbal a za svůj největší vzor, idol a „první americkou věc“, kterou poznal po přestěhování z Izraele do USA, označuje Kobeho Bryanta.
Je oddaným fanouškem skupiny Red Hot Chili Peppers a vyjádřil obdiv k tvorbě Harryho Stylese a jeho „vlastní identitě a způsobu, jakým se prezentuje“.
V březnu 2020 oficiálně podpořil Bernieho Sanderse v prezidentských volbách 2020.
Rubinstein zachránil z ulic Los Angeles dva pitbully, které následně adoptoval a pojmenoval Fresh a Spot.
V roce 2020 přešel od pescetariánství k veganství.
Rubinstein je kulturně a etnicky Žid, ale náboženství nepraktikuje.
V srpnu 2022 uzavřel manželství s kanadskou herečkou Jessicou Parker Kennedy v malém židovském obřadu v Calgary v Kanadě, dva měsíce po zásnubách v Portofino v Itálii. Žijí v Los Angeles.

## Aktivismus

### Ekologický aktivismus
Rubinstein přežil hurikán Sandy, který ho v souvislosti s globálním oteplováním a ekologickým životním stylem přivedl k aktivismu v oblasti změny klimatu. V červenci 2020 popsal, jak hurikán zdevastoval celou jeho čtvrť na Staten Islandu a zničil dům jeho rodiny i veškerý majetek. Protože neměl kde bydlet, přespával u kamaráda a jídlo a oblečení mu poskytl Červený kříž.
Rubinstein, kterému bylo v té době osmnáct let, prohlásil, že jeho herecká kariéra „půjde ruku v ruce se snahou zachránit planetu“. Jeho „posláním“ bylo zvýšit povědomí veřejnosti o naléhavosti ochrany životního prostředí, propagovat životní styl šetrný k životnímu prostředí a využít svého postavení a publicity k osvětě veřejnosti. Pozornost vzbudila jeho vintage a ekologická móda, o níž prohlásil, že se snaží být „co nejšetrnější k životnímu prostředí“, a pochválil Stellu McCartney a Yvese Saint Laurenta za to, že si uvědomují důležitost využívání obnovitelných zdrojů v módním průmyslu.
Je ambasadorem organizace The Ocean Cleanup, která vyvinula zařízení na odstraňování plastů a odpadků z oceánu, a také ambasadorem celosvětového hnutí Project Zero, jehož cílem je ochrana a obnova oceánů. V září 2019 pochodoval s demonstranty v rámci největšího globálního klimatického protestu ve světové historii. Podporuje také Nadaci Leonarda DiCapria. V dubnu 2020 byl jedním z ekologických aktivistů, kteří se zúčastnili třídenní klimatické mobilizace Earth Day Live, která byla přenášena přes internet kvůli pandemii covidu-19. Ve svém segmentu zdůraznil důležitost potřeby přechodu od fosilních paliv k čisté energii prostřednictvím elektromobilů s nulovými emisemi, které jezdí na vodík a vypouštějí pouze vodu a teplo. Sám řídí jeden takový typ elektromobilu, SUV na vodíkový pohon, Hyundai Nexo Fuel Cell.

### Jiný aktivismus
Kromě prosazování udržitelnosti Rubinstein podporuje National Fallen Firefighters Foundation, kampaň No Kid Hungry, hnutí Black Lives Matter, Marshu P. Johnson Institute, bojující za lidská práva transsexuálních černochů, Feeding America, Humane Society, Mercy for Animals a Stand Up for Pits Foundation, organizace zabývající se záchranou a ukončením týrání pitbulů.
V březnu 2020, během pandemie covidu-19, Rubinstein vytvořil celosvětovou iniciativu zapalování svíček, jejímž cílem bylo získat finanční podporu pro zdravotnické pracovníky v první linii, kteří s pandemií bojují. Zúčastnil se také živého čtení divadelních adaptací Shakespearova Hamleta, a také Pýchy a předsudku Jane Austenové, aby pomohl získat finanční prostředky pro neziskovou organizaci Acting for a Cause, kterou založil Brand Crawford pro charitativní účely během pandemie.
V srpnu 2020 Rubinstein navázal spolupráci s nestranickou organizací When We All Vote, kterou založila Michelle Obamová a která se snaží zvýšit volební účast prostřednictvím registrace voličů.

## V médiích
V roce 2020 zařadil časopis Los Angeles Rubinsteina na seznam deseti nejvýznamnějších nových hollywoodských talentů.

## Diskografie

### Singly
| Název       | Podrobnosti                                                                               |
| ----------- | ----------------------------------------------------------------------------------------- |
| "Open Door" | - Vydané: 27. ledna 2022 - Vydavatelství: NYBB - Formát: Digitální stahování, streamování |

## Filmografie

### Film
| Rok  | Film                       | Role            | Poznámky                     |
| ---- | -------------------------- | --------------- | ---------------------------- |
| 2011 | Detachment                 | Gangsta         |                              |
| 2011 | Katya                      | Insurgent 2     | krátký film                  |
| 2012 | A Promise Is a Promise     | John            |                              |
| 2013 | It Felt Like Love          | Sammy           |                              |
| 2013 | Something In the Way       | James Manning   | scenárista, režisér, střihač |
| 2014 | Jamie Marks Is Dead        | Ronnie          |                              |
| 2015 | Condemned                  | Dante           |                              |
| 2015 | Some Kind of Hate          | Lincoln Taggert |                              |
| 2017 | Smartass                   | Nick            |                              |
| 2017 | West of Time               | Son             | krátký film                  |
| 2018 | Dude                       | Mike            |                              |
| 2018 | Tyler Shields: Provocateur | sám sebe        | dokumentární film            |
| 2019 | Less Than Zero             | Trent           |                              |
| 2019 | Brooklyn Love Stories      | Benny           | antologie                    |
| 2020 | Follow Me                  | Alexei          | v USA pod názvem No Escape   |
| 2020 | Smiley Face Killers        | Jake Graham     |                              |

### Televize
| Rok       | Titul            | Role        | Poznámky        |
| --------- | ---------------- | ----------- | --------------- |
| 2015      | Holky za mřížemi | Nathan      | 3. řada         |
| 2016      | Dead of Summer   | Alex Powell | 1. řada         |
| 2020–2025 | V plamenech      | T.K. Strand | 1., 2., 3. řada |

### Hudební videa
| Rok  | Titul      | Role    | Umělec |
| ---- | ---------- | ------- | ------ |
| 2017 | „Broke AF“ | milenec | CeCe   |